# 국도 제228호선 (1981년 중국)
국도 제228호선(중국어: 228国道)은 중화인민공화국 정부가 1981년에 간선 도로로 제정하였던 일반 국도 노선 가운데 하나이다.
이 노선은 대만 지구(타이완성)를 지나가는 국도 노선으로 제정되었지만, 제정 당시에는 중화인민공화국 정부가 대만을 실질적으로 지배하던 상태가 아니었기 때문에, 명목상에 한하여 서류로만 존재한 것으로 드러나고 있다. 그래서 계획상으로 볼 때, 총 연장은 956.394 km인 것으로 나와 있다.
기점과 종점 모두 타이베이시를 삼고 있기 때문에, 대만섬 일대를 일주하고 있는 도로망으로 분류된다. 하지만 이 도로는 2013년부터 랴오닝성 단둥시와 광시 좡족 자치구 둥싱시를 이어주는 새로운 국도 노선으로 대체되어 오늘에 이르고 있다.

## 같이 보기
- 중화인민공화국의 일반 국도
- 타이완 순환 고속공로
- 타이완성 (중화인민공화국)